# Zwiebel (Pflanzenteil)

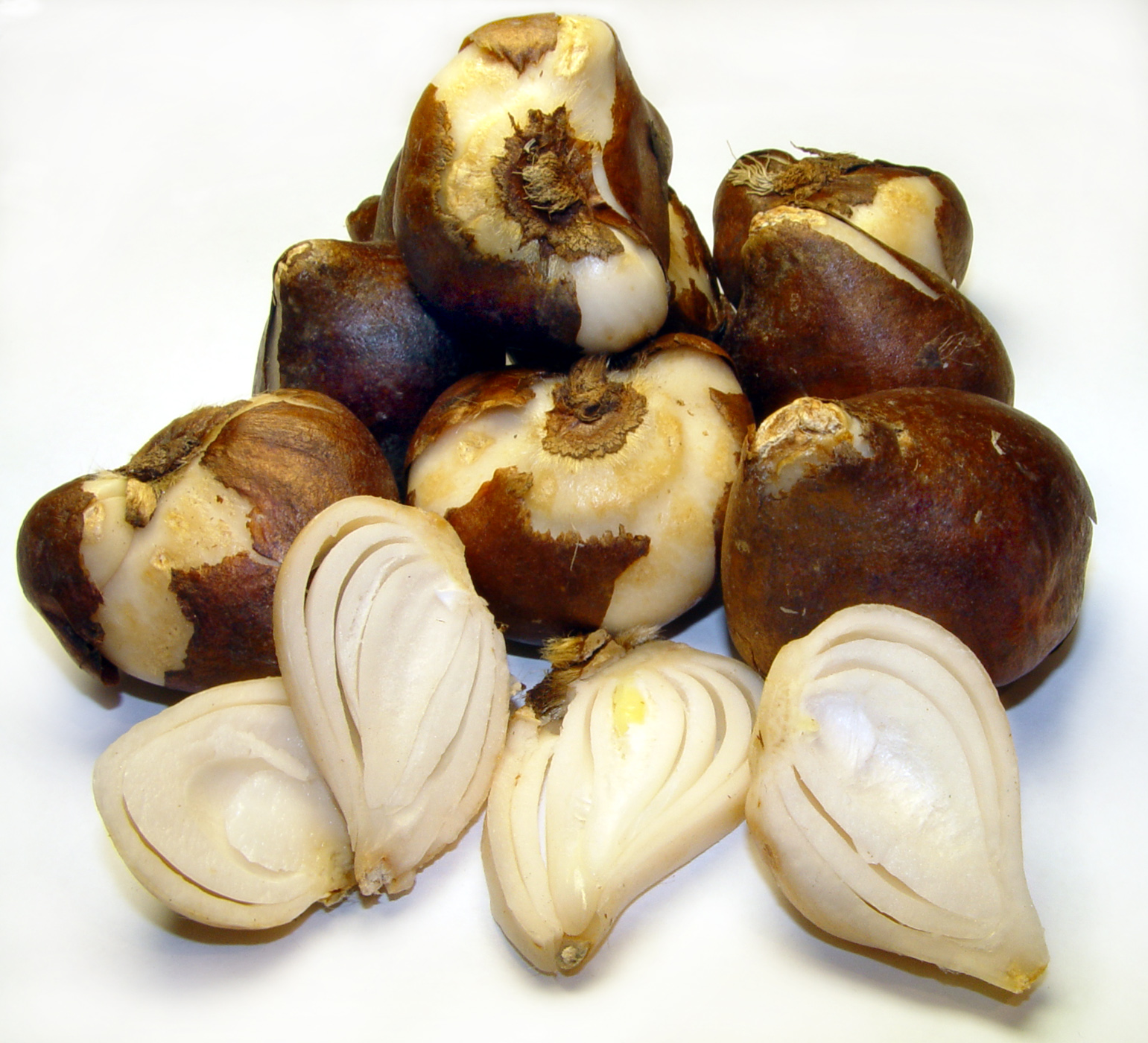
Tulpenzwiebeln, teils aufgeschnitten

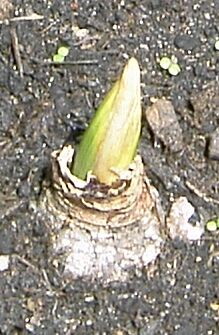
Hyazinthenzwiebel beim Austreiben eines Sprosses

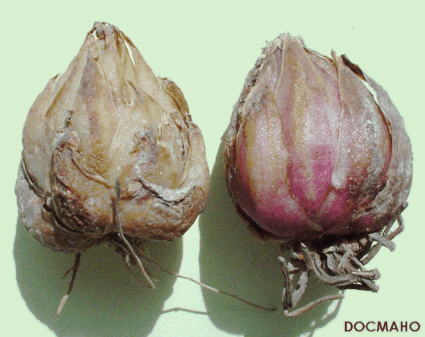
Schuppenzwiebel von Lilium wallichianum

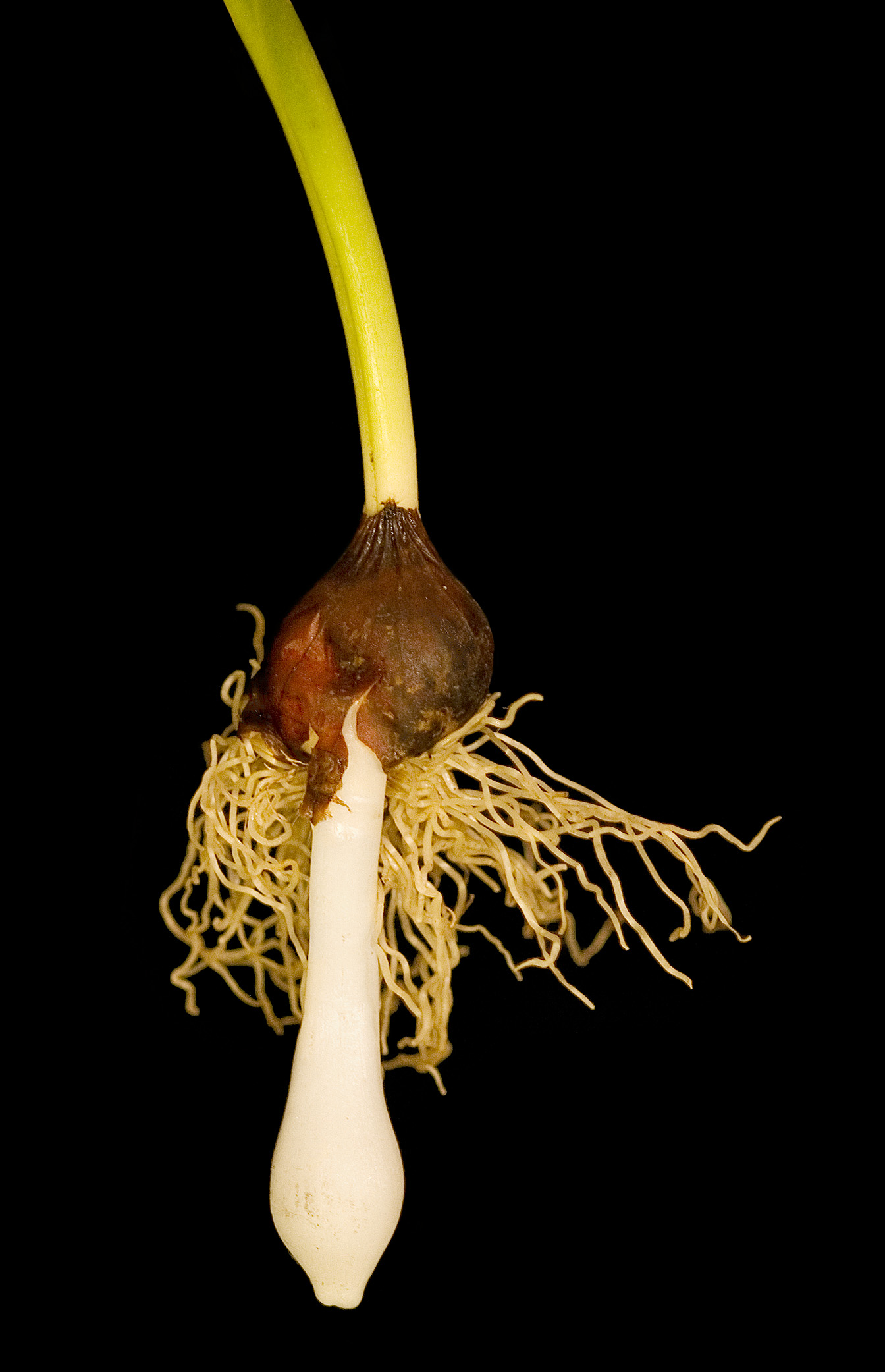
Tulpenzwiebel mit junger Nebenzwiebel

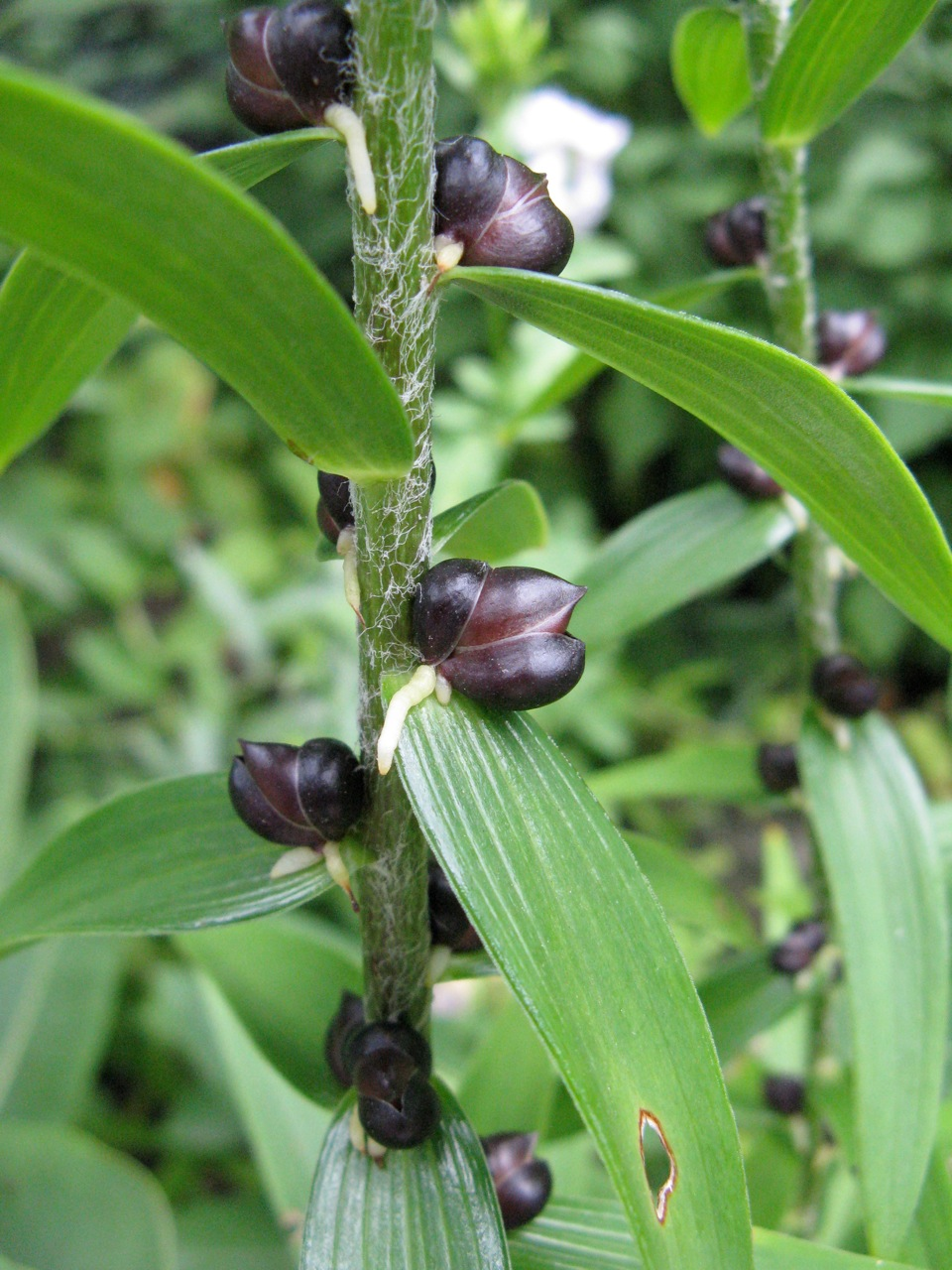
Brutzwiebeln von Lilium lancifolium

Die Zwiebel, auch Bulbus (lateinisch), ist ein gestauchter Spross mit verdickten, oft fleischigen Niederblättern, welche als Speicherorgane dienen. Zwiebeln kommen beispielsweise bei den Liliengewächsen oder vielen Amaryllisgewächsen vor und sind als „Blumenzwiebeln“ zahlreicher Gartenpflanzen bekannt.

## Aufbau
Die Zwiebeln wachsen meist unterirdisch bis nahe über der Bodenoberfläche. Die Zwiebel-Sprossachse besitzt stark verkürzte Internodien und bildet einen flachen, scheibenförmigen Teil, der Zwiebelkuchen oder Zwiebelscheibe genannt wird. An dessen Oberfläche sitzen schuppenförmige oder röhrenförmige Blätter, deren Unterblatt verdickt angeschwollen ist und Nährstoffe speichert (Zwiebelschuppen oder Zwiebelschalen). Die Oberblätter sind meist grün oder sterben später ab. Die trockene Außenhaut (Zwiebeldecke oder Schale) schützt die inneren Blätter vor Austrocknung. An der Unterseite des Zwiebelkuchens treiben unverzweigte sprossbürtige Wurzeln aus, die während ihres Wachstums die Zwiebel in den Boden ziehen. Dort kann die Zwiebelpflanze eine ungünstige Jahreszeit (Winter oder Trockenzeit) überdauern (Zwiebelgeophyten). Im Inneren der Zwiebel befindet sich die Knospe mit der Anlage für Laubblätter, blattlosen Blütenstandsschaft und Blütenstand für die nächste Vegetationsperiode.
Ein Beispiel für eine Schalenzwiebel ist die Küchenzwiebel. Als Schuppenzwiebel sind die Zwiebeln vieler Lilien entwickelt.

## Zwiebeln als Vermehrungsorgane

### Tochterzwiebeln
In den Blattachseln der Zwiebelschuppen entwickeln sich meist ein oder zwei Knospen zu kleinen Tochterzwiebeln. Wenn die Mutterzwiebel nach der Blüte und Fruchtbildung der Pflanze abstirbt, überleben die Tochterzwiebeln und dienen der (vegetativen) Vermehrung.

### Brutzwiebeln
In einigen Fällen kommt auch eine Bildung von Zwiebeln in der Achsel von Laubblättern oder im Blütenstand vor, beispielsweise bei der Feuer-Lilie oder bei der Zwiebel-Zahnwurz. Diese Brutzwiebeln (Bulbillen) sind ebenfalls Vermehrungsorgane.

## Beispiele
Fast alle Pflanzen, die Zwiebeln bilden, zählen zu den Einkeimblättrigen Pflanzen.
Die hier aufgeführten Pflanzen bilden zwiebelförmige Speicherorgane aus:
- Amaryllis, wie z. B. Rittersterne
- Hahnenfußgewächse, wie z. B. das Balkan-Windröschen
- Hyazinthen, wie z. B. das Atlantische Hasenglöckchen
- Liliengewächse, wie Tulpen und Hakenlilien
- Narzissen, wie z. B. die Gelbe Narzisse
- Lauchgewächse wie der Stiel-Lauch und zahlreiche Nutzpflanzen
- Schwertliliengewächse wie der Elfen-Krokus und die Spanische Schwertlilie

## Zwiebeln als Nahrung
Essbare Zwiebeln gehören überwiegend zur Unterfamilie der Lauchgewächse innerhalb der Amaryllisgewächse, wie die Küchenzwiebel, Schalotte, Winterzwiebel, Perlzwiebel und der Knoblauch. Daneben wird auch die oberirdische Zwiebel des Gemüse-Fenchels aus der Familie der Doldenblütler und die Zwiebel der Essbaren Prärielilie aus der Familie der Spargelgewächse als Nahrungsmittel genutzt.